# زاربگ بریاشویلی
زاربگ بریاشویلی (انگلیسی: Zarbeg Beriashvili; ۱۰ سپتامبر ۱۹۳۹ – ۲۲ آوریل ۲۰۲۰) کشتی‌گیر آزاد گرجی‌تبار اهل اتحاد جماهیر شوروی بود.
وی همچنین برندهٔ جوایزی همچون نشان برجسته افتخار و قهرمان ورزشی اتحاد شوروی شده‌است.
از باشگاه‌هایی که در آن بازی کرده‌است می‌توان به تفلیس اشاره کرد.